# NGC 886
NGC 886 ist die Bezeichnung eines offenen Sternhaufens oder einer Gruppe von Sternen im New General Catalogue. Der Sternhaufen liegt im Sternbild Kassiopeia und wurde am 6. Januar 1785 von dem Astronomen Wilhelm Herschel entdeckt.